# Episodi di Rita (terza stagione)
La terza stagione della serie televisiva Rita è stata trasmessa in Danimarca dal 12 marzo all'11 maggio 2015 sul canale TV 2.
In  Italia, la stagione è stata interamente pubblicata insieme alla prima e alla seconda sul servizio video on demand Netflix il 15 dicembre 2016.
| n° | Titolo originale | Titolo italiano     | Prima TV in Danimarca | Pubblicazione in Italia |
| -- | ---------------- | ------------------- | --------------------- | ----------------------- |
| 1  | Kandidaten       | Il candidato        | 12 marzo 2015         | 15 dicembre 2016        |
| 2  | Kælderen         | Il seminterrato     | 19 marzo 2015         | 15 dicembre 2016        |
| 3  | Sponsorbarnet    | Adozione a distanza | 30 marzo 2015         | 15 dicembre 2016        |
| 4  | Aftenskole       | Scuola serale       | 12 aprile 2015        | 15 dicembre 2016        |
| 5  | Lus              | Pidocchi            | 19 aprile 2015        | 15 dicembre 2016        |
| 6  | Frit fald        | Caduta libera       | 20 aprile 2015        | 15 dicembre 2016        |
| 7  | Lederen          | Il leader           | 27 aprile 2015        | 15 dicembre 2016        |
| 8  | Testen           | Il test             | 11 maggio 2015        | 15 dicembre 2016        |